# Kazimierz Niedzielski
Kazimierz Niedzielski (ur. 24 sierpnia 1893 w Tyrawie Wołoskiej, zm. 29 listopada 1976 w Sanoku) – doktor nauk medycznych, dyrektor szpitala w Sanoku, działacz społeczny, kapitan lekarz Wojska Polskiego.

## Życiorys

Lekarze w Sanoku 1919-1939. W górnym rzędzie od lewej: Salomon Ramer (2), Kazimierz Niedzielski (3), Samuel Herzig (4), Stanisław Domański (5). U dołu od lewej Antoni Dorosz (2)

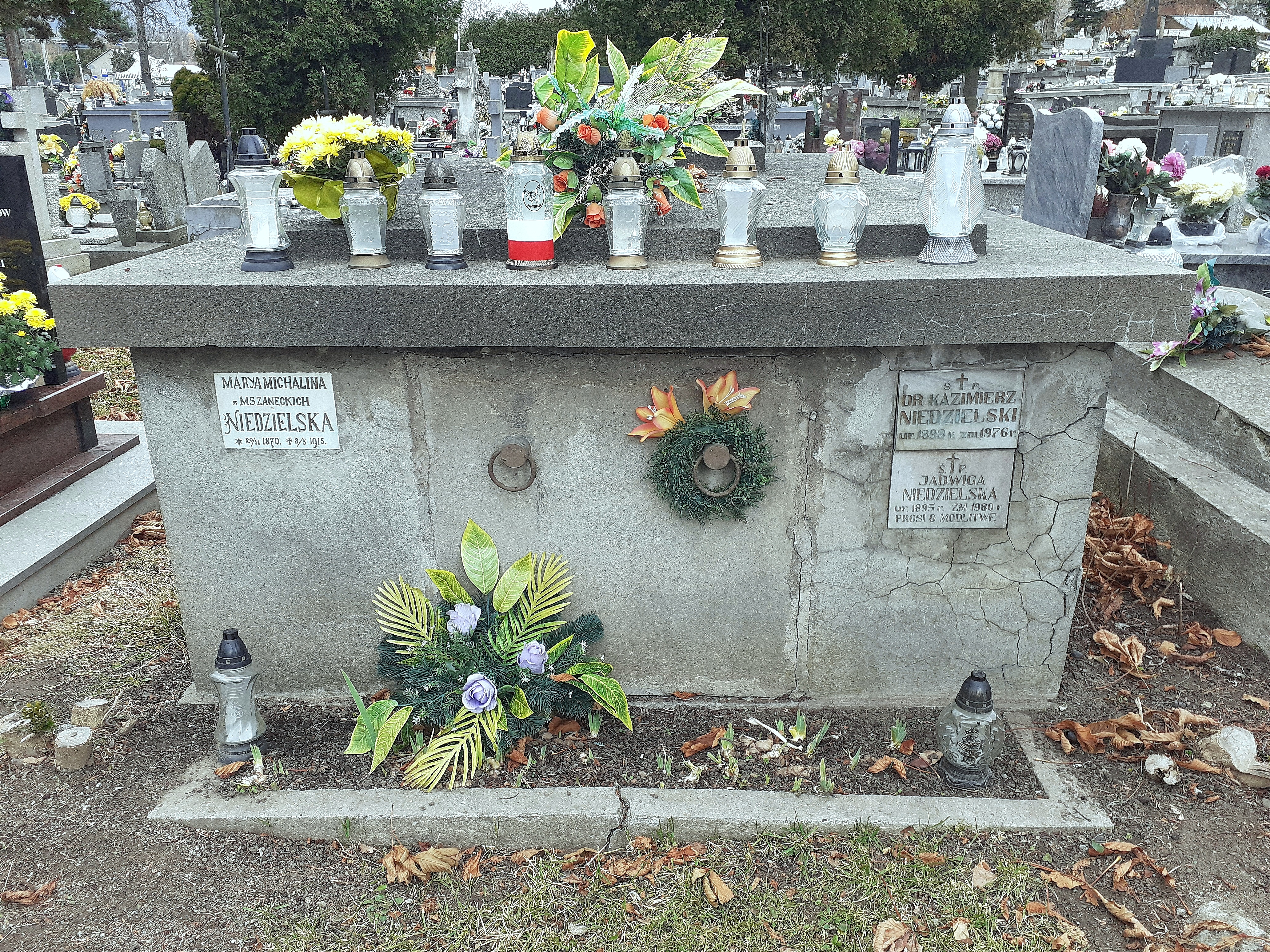
Grobowiec Niedzielskich w Sanoku

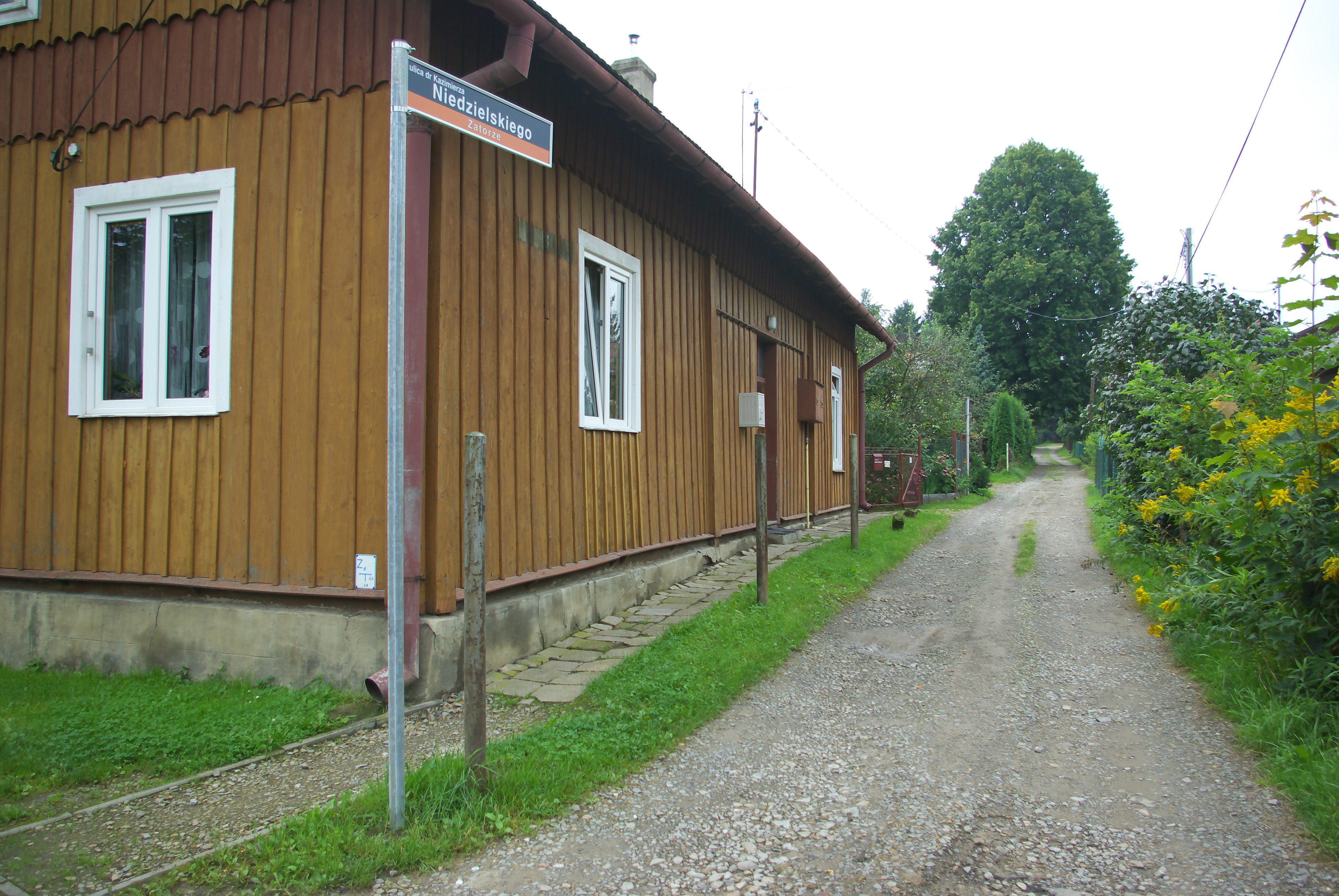
Ulica Kazimierza Niedzielskiego w Sanoku

Urodził się 24 sierpnia 1893 w Tyrawie Wołoskiej jako syn Marii Michaliny z domu Mszaneckiej (1870–1915) i Stanisława (ur. 1855, nauczyciel, dyrektor Szkoły Męskiej nr 2 im. Króla Władysława Jagiełły, radny). Miał siostry Leokadię (1891–1908), Marię (ur. 1904, abiturientka seminarium nauczycielskiego). Na początku XX wieku rodzina Niedzielskich zamieszkiwała w Sanoku na Wójtostwie. W 1911 ukończył C. K. Gimnazjum Męskie w Sanoku (w jego klasie byli Józef Dąbrowski, Edward Kielar, Aleksander Ślączka – późniejsze ofiary zbrodni katyńskiej; Julian Krzyżanowski, Antoni Owsionka, Kazimierz Piech). Będąc studentem medycyny chwałą Rady Miejskiej w Sanoku z 1915 został uznany przynależnym do gminy Sanok. Ukończył studia na (już polskim) Wydziale Lekarskim Uniwersytetu Franciszkańskiego we Lwowie, uzyskując dyplom w 1921. Podczas studiów we Lwowie należał do Drużyn Bartoszowych, był członkiem Polskiej Partii Socjalistycznej do 1944.
Po wybuchu I wojny światowej został zmobilizowany do armii Austro-Węgier, został skierowany na front włoski. Po powrocie do Sanoka u schyłku wojny w listopadzie 1918 w stopniu podporucznika pełnił w mieście służbę sanitarną. U zarania II Rzeczypospolitej został przyjęty do Wojska Polskiego. W 1920 walczył w wojnie polsko-bolszewickiej. Został awansowany do stopnia kapitana rezerwy w korpusie oficerów sanitarnych lekarzy ze starszeństwem z dniem 1 czerwca 1919. W 1923, 1924 w stopniu kapitana był przydzielony jako oficer rezerwowy do 10 batalionu sanitarnego w Przemyślu (analogicznie inni pochodzący z Sanoka oficerowie-lekarze: Stanisław Domański, Salomon Ramer, Jan Porajewski, Leopold Dręgiewicz). W 1934 w stopniu kapitana lekarza rezerwy był w kadrze zapasowej 10 Szpitala Okręgowego i był wówczas przydzielony do Powiatowej Komendy Uzupełnień Sanok.
9 lutego 1920 w Sanoku poślubił Jadwigę Helenę Prochaska (1895–1980, siostra Franciszka Prochaski, a świadkami na ich ślubie byli Franciszek Moszoro i Franciszek Stok). W okresie międzywojennym II Rzeczypospolitej był lekarzem w Sanoku. Specjalizował się w chorobach wewnętrznych. Pracował w Szpitalu Powiatowym w Sanoku, od 1920 był zastępcą jego dyrektora, Stanisława Domańskiego, a później jego następcą na tym stanowisku. Ponadto pracował jako nauczyciel kontraktowy uczył higieny w macierzystym Państwowym Gimnazjum im. Królowej Zofii w Sanoku w pierwszym półroczu roku szkolnego 1927/1928, następnie był mianowany lekarzem szkolnym od 25 października 1930, od 10 października 1931), kolejowy, w Kasie Chorych. W październiku 1928 został wybrany do Rady Powiatowej Kasy Chorych w Sanoku. Był członkiem wspierającym Katolicki Związek Młodzieży Rękodzielniczej i Przemysłowej w Sanoku. Do 1939 był członkiem Lwowskiej Izby Lekarskiej. Jako medyk działał także społecznie, udzielając pomocy lekarskiej ubogim i finansując ich leczenie, udzielał pomocy lekarskiej wychowankom Towarzystwa Polskiej Ochronki Dzieci Chrześcijańskich, działał społecznie po wybuchu II wojny światowej w okresie okupacji niemieckiej 1939–1945, w tym wspierając polskie podziemie Armii Krajowej. Po zakończeniu działań wojennych był współorganizatorem służby zdrowia w rejonie Sanoka. Podczas pierwszego posiedzenia Powiatowej Rady Narodowej w Sanoku 2 października 1944 był zaproszonym kierownikiem referatu starostwa powiatu sanockiego.
Prywatnie interesował się muzyką, filatelistyką, malarstwem, posiadał także sporą bibliotekę z zakresu medycyny. Był członkiem sanockiego gniazda Polskiego Towarzystwa Gimnastycznego „Sokół” od 1912, od 1924.
Przed i po II wojnie światowej zamieszkiwał w domu przy ulicy Bartosza Głowackiego 6 w obecnej dzielnicy Zatorze (dawniej Posada Sanocka). Wśród mieszkańców Sanoka zyskał przydomek „Kundzio”.
Kazimierz Niedzielski zmarł 29 listopada 1976 w Sanoku. Został pochowany w grobowcu rodzinnym na cmentarzu przy ul. Rymanowskiej w Sanoku.
Nieopodal została ustanowiona ulica nazwana imieniem doktora, która powstała w wyniku przemianowana istniejącej przed 1990 ulicy Tadeusza Sieradzkiego.

## Odznaczenie
- Złoty Krzyż Zasługi (1958, za długoletnią pracę w zawodzie lekarskim – 40 lat)[54].